# VFM 5
VFM 5 — легкий танк, розроблений компаніями Vickers Defence Systems та FMC. Також відомий як Vickers Mk.5. Танк був розроблений на базі корпусу американського легкого танку XM8, створеного компанією FMC. Загальна конструкція була спрощена для зменшення вартості танку. VFM 5 було розроблено в основному для експорту. Перший прототип було створено у 1986 році. До 1993 року так і не було створено жодної машини крім прототипу. Танк було створено з урахуванням можливості транспортування його літаками C-130 Hercules та C-141.

## Конструкція
Корпус VFM 5 зварний з алюмінієвого сплаву з можливістю встановлення додатковим сталевих надміцних плит спереду та з боків.
VFM 5 має захист на рівні з багатьма основними бойовими танками першого покоління. Танк має класичну компонувальну схему з переднім розташування місця водія, бойовим відділення у центрі та моторним відсіком у кормі.
Місце механіка-водія розташовано спереду по центру. Люк, який відкидається назад, має п'ять перископів, які надають чудовий огляд вперед і в боки. Центральний перископ можна замінити на пасивний перископ нічного бачення. Сидіння водія пружинне з відкидною спинкою, для легкого доступу до башти. Укладки на 11 набоїв розташовані з обох боків від водія.
Башта VFM 5 зварна з алюмінієвого сплаву з можливістю встановлення сталевих надміцних плит по всьому радіусу. Башта встановлена на високоточному з низьким коефіцієнтом тертя опорному кільці з нахилом вперед на 3º. Цей нахил дає додаткові 10º при вертикальному наведенні гармати.
Охолодження блока живлення здійснюється за допомогою водяного радіатора і масляного охолодження. Повітря засмоктується через радіатор до моторного відсіку, а потім витягується вентилятором через дах корпусу. Повітряний фільтр захищає двигун від пилу і піску. Напругу створює 300 A генератор. Чотири батареї розташовані справа у моторному відсіку і ще дві у башті. Доступ до батарей для денного контролю здійснюється через люк у корпусі або на даху башти.
Кормова рампа відкидається назад для доступу до моторного відсіку. Двигун можна витягнути на кормову рампу екіпажем без спеціальних інструментів. Кришки доступу зроблені так щоб екіпаж мав легкий доступ для огляду. Блок живлення захищений від пожежі спеціальним шлангом під'єднаним до системи пожежогасіння. У екіпажа також є ручні вогнегасники. VFM 5 може також бути обладнаний системою гасіння пожежі у відсіку екіпажу.

## Рушій
VFM 5 має торсіонну підвіску і шість подвійних обрезиненних опорних котків з кожного боку. Лінійний гідравлічний амортизатор встановлений на п'яти котках підвищує мобільність на пересіченій місцевості та стабільність ведення вогню.
Траки шириною 38 см подвійно-контактного типу.
На VFM 5 встановлено шестициліндровий дизель від General Motors, Detroit Diesel Model 6V-92 TA потужністю 552 к.с. на 2300 обертів. Цей двотактовий двигун має турбонаддув та охолоджувач.
Двигун поєднано з автоматичною коробкою передач General Electric HMPT-500-3 яка є покращеною моделі встановленої на M2 IFV та M3 CFV. Це гідромеханічна трансмісія дозволяє мати три швидкості вперед та одну назад. Чутливе гідромеханічне кермо та гідростатичне динамічне гальмо вмонтовані у коробку передач. Також туди вмонтовані механічні приводи робочого та стоянкового гальм.

## Озброєння
Головною зброєю є 105 мм гармата з низькою віддачею оснащена дульним гальмом. Башта створена для завантаження будь-яких набоїв калібру 105 мм розроблених Royal Ordnance, Rheinmetall або Watervleit Arsenal.
105 мм гармата VFM 5 оснащена захисним кожухом Vickers для зменшення прогинання ствола гармати, який показав себе краще, ніж подібні кожухи. Згідно Vickers, їх тепловий кожух стійкий до пошкоджень, не залежить від дощу, забезпечує рівномірний розподіл тепла по всьому ствола, зменшує теплові показники ствола і також може бути встановлений на новий ствол.
Боєкомплект складає 41 набій, 22 (11 з обох боків від водія) знаходяться у передній частині корпусу і 19 бойовому відділенні. Усі набої зберігаються нижче баштового погону.
7,62 мм L8 кулемет, спарено з гарматою. Його боєкомплект подається з коробки на 200 набоїв; інші 2400 набоїв знаходяться поряд зі зброєю.
12,7 мм або 7,62 мм кулемет монтується над місце заряджаючого.
Зв'язки з шести димових гранатометів розташовані по обидва боки башти. Командир може дистанційно вистрілити димовими або осколковими гранатами.
Для керування зброєю, компанією Marconi Radar та Control Systems розроблено інтегровану систему яка включає стабілізацію гармати і комп'ютеризоване керування системою вогню.
Система керування гарматою дозволяє стабілізувати її у двох вимірах з повним контролем як стрільцем, так і командиром. Башта обертається на 360º, а вертикальні кути наведення складають від -10 до +20º.
Електромеханічна система усуває ризик гідравлічного витоку мастила або пожежі під час бою.
Комп'ютеризована система керування вогнем під'єднана до лазерного далекоміра, що дає високі шанси для першого пострілу.
Основний приціл стрільця NANOQUEST ×10 — це телескопічний приціл жорстко прикріплений до гарматних цапф. Він поєднаний з лазерним далекоміром та дульною системою відліку.
Також може бути встановлено тепловізор. Тоді справа від прицілу стрільця GS10 буде встановлено монітор, під'єднаний до командирського прицілу, що дозволить атакувати цілі вночі і при поганій видимості.
У командира встановлено денний/нічний приціл Pilkington PE Raven II, п'ять перископів для кругового огляду та люк який відкидається назад. Приціл командира має збільшення ×1 та ×8, а також підсилення яскравості у нічному прицілі.
У заряджаючого встановлено люк який відкидається назад і один перископ AFV No 30 Mk 1 з кутом огляду у 360º.